# 하림 (기업)
주식회사 하림(夏林, Harim)은 하림그룹의 모태 회사이다. 대한민국 닭고기 생산 및 가공 제품을 생산하고 있다. 하림은 1978년 3월 전북 익산 황등농장으로 출발해 1986년 (주)하림식품을 설립하고 농장과 공장, 시장을 연결하는 ‘삼장(三場) 통합’ 경영을 완성해 대한민국 육계 산업의 글로벌 경쟁력을 높였다.
또한 하림은 국내 최초로 축산물 품질 인증 시대를 열고 포장육과 너겟 제품 등 육가공 식품을 생산하고 있으며, 무항생제 및 동물복지 브랜드인 자연실록과 신선함을 극대화한 브랜드인 프레쉬업(Fresh-Up) 등 프리미엄 닭고기 시장을 개척해 나가고 있다.
2019년 새롭게 신축된 익산 신 공장에서는 간편식 및 양념육 등 더 다양한 닭고기 제품들을 생산해 새로운 시장을 만들어 나가고 있다. 특히 하림은 2014년 우리나라 전통식품인 삼계탕을 국내 축산물 최초로 미국에 수출하였다. 하림은 농가를 비롯해 협력 업체들과 동반 성장할 수 있는 상생 경영을 이어갈 것이며, 세계 일류 품질과 생산성을 추구하며 오는 2030년 가금 식품 세계 10위를 목표로 하고 있다.

## 연혁
▶ 창업 및 정착기(1978~1986) "전통 양게업의 기업화
1978년 황등농장 설립
1986년 자동 도계시설을 갖춘 ㈜하림식품 설립"
도약기(1986~1996)	"육계계열화의 완성
1988년 육계계열화 업체 지정
1990년 ㈜하림 설립
1991년 익산 도계장 준공(익산시 망성면)
1991년 낭산부화장 준공
1992년 김제 배합사료공장 준공
1995년 농축산물중 국내 최초 KS마크 획득
1996년 삼기부화장 준공
1996년 삼기부화장 준공, 대통령상 수상(납세의무)"
▶ 고도성장기(1997~2002) "삼장통합 경영의 성숙
1997년 코스닥 상장
1997년 육가공공장 준공(1일 최대 생산량/100톤)
1998년 ISO9001 품질시스템 인증
2000년 도축장 HACCP적용 사업장 지정
2001년 하림그룹 출범
2002년 대한민국 우수공장 인증
```
         햄/소시지 HACCP적용사업장 지정"
```

▶ 위기 및 극복기(2003~2004) "신공장 및 물적 토대 완성
2003년 본사 대화재 발생(익산 도계가공공장 전소)
2004년 본사 도계가공공장 준공 "
▶ 경영 혁신기(2005~) "일류기업으로 도약을 위한 질적혁신
2005년 생산성 1위 달성 등 질적혁신
2006년 금탑산업훈장 수훈(김홍국 대표이사/회장)
2008년 윤리경영 도입 선포
2009년 우수축산물 브랜드 인증(소비자 시민 모임)
```
         제7회 농식품 브랜드 국무총리상 수상(삼계탕)
```

2010년 CCMS(소비자 불만 자율관리 프로그램)도입
2011년 지주회사 체제(하림홀딩스와 ㈜하림 분리)
```
         미국 알렌 패미리푸즈 인수/축산기업 최초 미국 본토진출
```

2012년 하림 정읍공장 준공/국내 최초 동물복지/풀에어칠링
```
         한국형 계열화 중국기업 컨설팅 진행(위에다 그룹)
```

2014년 대한민국 축산물 최초 삼계탕 미국수출(7/3)
```
         대한민국 윤리경영 종합대상 수상(한국경제메거진)
```

2015년 HACCP평가 최우수업체 선정(익산공장: 3년 연속, 정읍공장)
2016년 하림삼계탕(레토르트) 첫 중국 수출(6월)
```
         하림삼계탕, 문화체육관광부 인증 우수문화상품 선정
         ㈜하림 창립 30주년
```

2017년 공정거래협약 체결(9월)
```
          ㈜하림 농가·협력업체 동반성장 선포(11월)
          HACCP평가 최우수 작업장 선정(5년 연속)
```

2018년 2030 비전 선포(1월)
```
         동물복지 브랜드 '그리너스' 6종 본격 출시(2012년 국내 최초 동물복지시스템 도입)
         육가공분사 육석춘 대표이사 취임 (1월)
         하림 박길연 대표이사 취임 (7월)
```

2019년 익산 신공장 완공 및 본격가동(스마트 팩토리)
```
        익산 전공장 동물복지 도계시스템 적용
        Fresh-up 브랜드 리뉴얼
```

2021년 하림 창립35주년
```
        지역사회공헌 인정기업 승인 (2년 연속)
        The美食 브랜드 출시
```

2022년 하림 정호석 대표이사 취임(4월)
```
         하림그룹 DWP(Digital WorkPlace) 구축
         HCR(HARIM CHICKEN ROAD) 투어 오픈 (식품산업현장 견학실시)
```

2023년  태양광 발전시설 준공 (RE100)
```
         하림 ESG 종합평가 A등급 (한국ESG기준원)
         하림 ESG 종합평가 AA등급 (SUSTINVEST)
```

## 상훈
1990년
대통령상 수상(농정시책 추진을 통한 국가산업발전 공로)
1996년
대통령상 수상(납세의무)
내무부장관상 수상(음식물 쓰레기 사료화)
1999년
대통령상(신지식인), 사회발전공로 국민포장
2001년
식품안전경영대상 수상(도계가공부문)
2002년
신노사문화 우수기업 선정
2003년
한국의산업브랜드대상 수상(포장육 부문)
2006년
금탑산업훈장 수훈
2009년
한국의 경영대상(마케팅 리더십 부문/KMAC)
2010년
제12회 한경마케팅대상(마켓프론티어상)
친환경 경영대상(자연실록/한국경제신문)
대한민국 윤리경영 종합대상 수상(한국경제메거진)
2011년
한국의 브랜드파워 9년연속 1위(KMAC)
독일농업협회 DLG 햄소시지 품질인정
한국의 경영대상/최고경영자상(KMAC)
2012년
한국에서 가장 일하기 좋은 기업 1위 선정(기획재정부)
사회적 책임을 다하는 기업 선정(디지털 조선일보)
2013년
한국에서 가장 존경받는 기업1위(3년연속/KMAC)
2014년
농식품부장관상 5회 연속 수상(즉석삼계탕)
세종대왕 나눔봉사대상 수상(한국국제연합봉사단)
2015년
"농식품 파워브랜드대전_농림부장관상 수상(6회/하림즉석삼계탕.농림식품부)
2015 한국의 경영대상 명예의전당 입성(마케팅부문/KMAC)
2015 한국의 경영대상 품질종합대상 수상(4년연속/KMAC)
2015글로벌 스텐다드 경영대상 사회공헌대상 수상(한국능률협회인증원)
GBCI 6년 연속 1위(계육부문/JMAC)
글로벌경영대상 SCM경영부문대상(JMAC)"
2016년
"대통령 훈장 수훈(동탑산업훈장/지역경제 활성화 공로, 9월)
대통령 표창 수상(일자리 창출 공로, 9월)
더프라우드 고객가치 최우수상품 자연실록(6년 연속), 슬림닭가슴살(5년 연속)/KMAC"
2017년
"7년 연속 한국에서 가장 존경받는 기업 1위(냉동/냉장육 부문, KMAC)
11년 연속 여성소비자가 뽑은 최고의 명품대상(여성신문)
2017 한국의 경영대상 경영품질부문 명예의 전당 헌액(KMAC)"
2018년
"16년 연속 브랜드 파워 1위(냉동/냉장육 부문. KMAC)
동반성장지수  첫 평가 ‘양호’ 등급"
2019년
"17년 연속 브랜드파워 1위 (냉동/냉장육부문, KMAC)
2019 노인일자리창출 우수기업선정
동반성장지수 평가 '양호'등급"
2020년
"18년 연속 브랜드파워 1위 (냉동/냉장육부문, KMAC)
동반성장지수 평가 ""우수""등급
대한적십자 헌혈 유공
1월 공식 온라인몰 ‘하림e닭’ 오픈
3월 하림 즉석삼계탕 캐나다 첫 수출
8월 Burger Fresh 오픈
10월 육가공 제2공장 준공"
2021년
"농식품부 장관상 수상 (가금이력제 최우수 작업장)
행정안전부 장관상 수상 (민방위 발전 기여)
19년 연속 브랜드파워 1위 (냉동/냉장육부문, KMAC)
대한산업안전협회 산업안전보건 표창"
2022년
"20년 연속 브랜드파워 1위 (냉동/냉장육부문, KMAC)
DLG국제식품품평회 금식 12개, 은상 1개 수상
전라북도지사 표창 수상(나눔문화 확산 및 사회복지증진 기여)"
2023년
"21년 연속 브랜드파워 1위 (냉동/냉장육부문, KMAC)
DLG국제식품품평회 금상 20개, 은상 6개, 동상 1개 수상
여성가족부 장관 표창(여성 경력단절예방 우수기업, 여성가족부)
산업평화 대상 (하림 정읍공장, 전라북도청)"

## 사건/사고
10월 28일 이마트 동탄점에서 ‘하림 동물복지 통닭’ 제품을 구입한 A씨는 목 부위 근육층에서 수십마리의 벌레로 보이는 이물질을 발견하고 이마트와 하림 측에 해당 사실을 알렸다. 이후 김홍국 회장이 기자회견으로 "친환경 농장은 소독약을 쓰지 못해 벌레가 많을 수 밖에 없다"며 "인체에 전혀 해가 없다. 앞으로 위생 관리 등을 잘하겠다"고 말했다. 기계가 닭의 모이 주머니를 빼내는 과정에서 오류가 났다는 게 김 회장 설명이다. 다만 인체에 해가 없다는 발언으로 비판받는 중이다.